# Guy Garcia
Pour les articles homonymes, voir Garcia.
Pas d'image ? Cliquez ici

a Compétitions nationales et continentales officielles uniquement.

b Matchs officiels uniquement.
Guy Garcia, né le 15 avril 1953 à Carcassonne, est un joueur de rugby à XIII dans les années 1970 et 1980 évoluant au poste de pilier ou de talonneur.
Il joue pour l'AS Carcassonne dans le Championnat de France. Il remporte le Championnat de France en 1976 ainsi que la Coupe de France en 1977 et 1983.
Ses bonnes prestations en club l'amènent à être sélectionné en équipe de France prenant part à la Coupe du monde 1975 et 1977.

## Palmarès
- Collectif : 
  - Vainqueur du Championnat de France : 1976 (Carcassonne).
  - Vainqueur de la Coupe de France : 1977 et 1983 (Carcassonne).
  - Finaliste du Championnat de France : 1977 (Carcassonne).
  - Finaliste de la Coupe de France : 1980, 1982 (Carcassonne).

### Détails en sélection
| 1. | 11 octobre 1975  | Angleterre       | 2-48  | Coupe du monde | Pilier     | - | - | - | - |
| 3. | 11 juin 1977     | Australie        | 9-21  | Coupe du monde | Talonneur  | - | - | - | - |
| 2. | 11 juin 1977     | Nouvelle-Zélande | 20-28 | Coupe du monde | Talonneur  | - | - | - | - |
| 4. | 23 novembre 1980 | Nouvelle-Zélande | 6-5   | Test-match     | Remplaçant | - | - | - | - |